# Baillonella
Baillonella es un género con nueve especies de plantas de la familia de las sapotáceas.

## Especies seleccionadas
- Baillonella africana
- Baillonella dispar
- Baillonella djave
- Baillonella heckelii
- Baillonella marginata
- Baillonella obovata
- Baillonella pierreana
- Baillonella sylvestris
- Baillonella toxisperma